# Académie polonaise des sciences
Ne doit pas être confondu avec Académie polonaise des arts et sciences.
L’Académie polonaise des sciences  (en polonais Polska Akademia Nauk, PAN) est une société savante basée à Varsovie fondée en 1951. Elle est l'une des deux institutions polonaises ayant rang d'académie des sciences, l'autre étant l'Académie polonaise des arts et sciences (Polska Akademia Umiejętności, PAU), créée en 1872 à Cracovie.

## Histoire
L’Académie polonaise des sciences, institution savante polonaise d'État, fut fondée après la tenue du premier congrès de la science polonaise en Pologne communiste par la fusion sur le modèle soviétique, c'est-à-dire stalinien, de sociétés savantes antérieures, l'Académie polonaise des arts et sciences (Polska Akademia Umiejętności, PAU), dont le siège était à Cracovie et la Société Scientifique de Varsovie (Towarzystwo Naukowe Warszawskie). En octobre 1951 la diète polonaise vota sa création et les premiers membres furent nommés par le président Bolesław Bierut en juin 1952. C'est en 1960 qu'elle fut officiellement transformée en une institution centrale d'État, chargée du pilotage des activités de recherche.
En 1989, l'Académie polonaise des arts et sciences de Cracovie (PAU) reprit une existence indépendante distincte de l'Académie polonaise des sciences (PAN).
L'Académie polonaise des sciences abandonne son rôle de tutelle de l'État sur la recherche confié au nouveau Comité pour la Recherche Scientifique (Komitet Badań Naukowych).
L'Académie polonaise des sciences fonctionne comme une société savante agissant par le biais d'une assemblée élue de personnalités académiques de référence et d'instituts de recherche. L'Académie est également devenue, par le biais de ses comités, un corps scientifique de référence.

## Structure
En tant que société savante, la PAN ne compte pas plus de 350 membres titulaires, mais elle a aussi des membres correspondants. On y est admis à vie. Le droit de proposer des membres correspondants appartient aux membres titulaires ainsi qu'aux conseils scientifiques des universités et des institutions membres de l'Académie. Les nouveaux membres titulaires sont élus par les membres restants lorsque des places deviennent vacantes. Au total, environ 30 % des membres sont des scientifiques étrangers. Tous les membres forment ensemble l'Assemblée générale, qui élit le président, le bureau ainsi que les directeurs des différentes sections et comités. En tant que réseau d'institutions la PAN contrôle plusieurs dizaines d'organisations dans tous les domaines de la science. Leur financement est directement pris en charge par le Komitet Badań Naukowych. Les instituts scientifiques emploient environ 2 000 chercheurs. Les installations n'offrent pas d'enseignement de premier ou second cycle cycle pour les étudiants, mais n'accueillent que des doctorants et des postdoctorants.
Les institutions centrales de la PAN et les archives centrales se trouvent à Varsovie. Des archives communes à la PAN et à la PAU existent à Cracovie. En outre, il existe des services régionaux à Cracovie, Gdańsk, Lublin, Katowice, Wrocław, Łódź et Poznań.
Sept départements sont chargés de la coordination : 
- Wydział Nauk Społecznych (sciences sociales)
- Wydział Nauk Biologicznych (sciences biologiques)
- Wydział Nauk Matematycznych, Fizycznych i Chemicznych (mathématiques, sciences physiques et chimiques)
- Wydział Nauk Techniczych (sciences techniques)
- Wydział Nauk Rolniczych, Leśnych i Weterynaryjnych (sciences de l'agriculture, de la forêt et vétérinaires)
- Wydział Nauk Medycznych (sciences médicales)
- Wydział Nauk o Ziemi i Nauk Górniczych (sciences de la terre et des mines)

## Centres scientifiques à l'étranger

### Berlin et Vienne
Sont aussi rattachés à l'Académie le « Centre de recherche historique de Berlin (de) » et le « Centre scientifique de l'Académie polonaise des sciences à Vienne ».

### Paris, Bruxelles et Rome

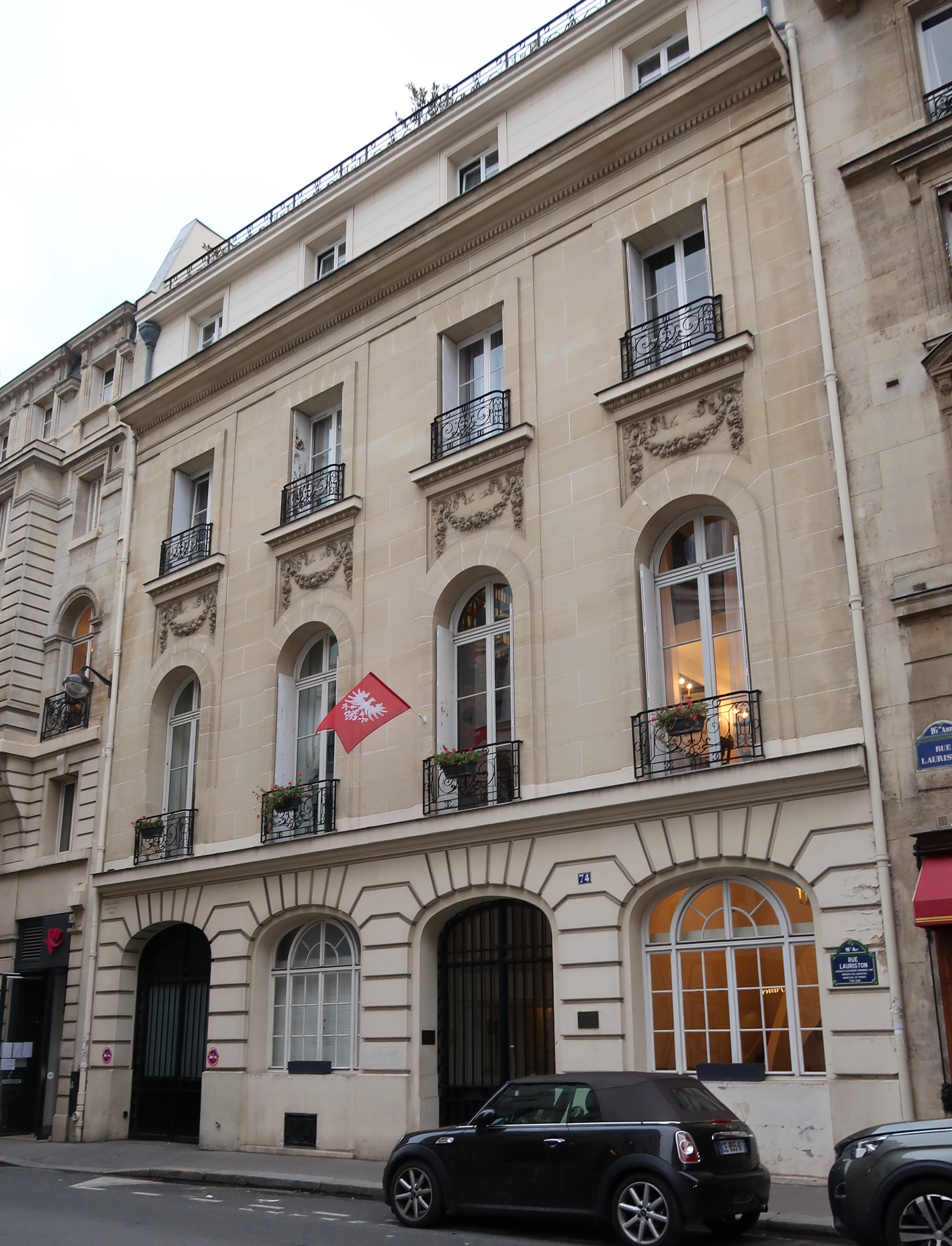
No 74 rue Lauriston (16e arrondissement de Paris).

Le Centre Scientifique de Paris de l'Académie Polonaise des Sciences (Stacja Naukowa PAN w Paryżu) trouve ses origines le 3 mai 1893, dans le cadre de la Bibliothèque polonaise de Paris et de la Société historique et littéraire polonaise. Il regroupe deux implantations : 
- Centre Scientifique de l'Académie Polonaise des Sciences à Paris (centre des conférences, secrétariat, bibliothèque, résidence pour les chercheurs polonais en mission en France) sis au 74 rue Lauriston, Paris 16e, propriété polonaise depuis 1945,
- implantation partagée avec l'École polonaise des Batignolles : 11-15 rue Lamandé, Paris 17e (dont la gestion a été transférée au ministère polonais de l'Éducation nationale à compter du 1er janvier 2011)[12].

Les directeurs en ont été Stanisław Wędkiewicz (1946-1960), Paweł Szulkin (pl), Witold Stefański (pl), Feliks Widy-Wirski (pl), Paweł Nowacki (pl), Bolesław Kalabiński, Leszek Kasprzyk (pl), Wiesław Skrzydło (pl) (1985-1991), Remigiusz Forycki (1991-1993), Jerzy Borejsza (pl) (1993–1996), Henryk Ratajczak (pl) (1996–2004), Jerzy Pielaszek (pl), Zbigniew T. Kuźnicki (2012-2014), Marek Więckowski (2014-2017), Maciej Forycki (2017-2020), Kamil Szafranski (2020-).
Une antenne bruxelloise a été ouverte en 2004. Elle est devenue autonome en avril 2006 sous le nom d'Agence pour la promotion de la science polonaise PolSCA (Polish Science Contact Agency / Biuro Promocji Nauki Polskiej Akademii Nauk).
À Rome, le centre scientifique porte de nom Accademia Polacca delle Scienze - Biblioteca e Centro di Studi a Roma.

### Moscou et Kiev
Un centre scientifique existe également à Kiev : Польська академія наук - Науковий центр у Києві ; l'autre, situé à Moscou (Польская академия наук - Научный центр в Москве), a été fermé en 2018.

## Membres
Membres polonais
- Maria Janion
- Zbigniew Jedliński (pl)
- Leszek Kołakowski
- Bohdan Paczyński
- Aleksander Wolszczan
- Andrzej Kapiszewski
- Andrzej Schinzel
- Andrzej Trautman
- Rafał Ohme (pl)
- Zbigniew T. Kuźnicki
- Czesław Białobrzeski
- Joanna Scheuring-Wielgus
- Zdzisław Świderski
- Jerzy Zabczyk

Membres étrangers
- Aage Bohr
- Erol Gelenbe
- Karl Alexander Müller
- Roger Penrose
- Carlo Rubbia
- Chen Ning Yang
- George Zarnecki (pl)
- Bolesław Szymański (pl)

## Publications de l'Académie
- Acta Palaeontologica Polonica
- Acta Ornithologica
- Archaeologia Polona